# Taça da Liga de 2018–19
A Taça da Liga de 2018–19 (conhecida por Allianz Cup de 2018–19 por motivos de patrocínio) foi a 12.ª edição da Taça da Liga. Participaram nesta edição da Taça da Liga 32 clubes (18 da Primeira Liga e 14 da Segunda Liga. O clube vencedor é, desde a época 2016–17, denominado como "Campeão de Inverno".

## Formato
O formato da Taça da Liga foi alterado em 2018–19 para o seguinte esquema:
- 1ª Eliminatória: 11 clubes da Segunda Liga, com excepção das 4 equipas B, disputam uma eliminatória a uma só mão, com sorteio puro, sendo que 1 clube fica isento e apura-se automaticamente para a 2ª Eliminatória.
- 2ª Eliminatória: aos vencedores da 1ª Eliminatória juntam-se os clubes da Primeira Liga que, na época anterior, se classificaram entre o 5º e o 18º lugar, bem como os 3 clubes que se classificaram entre o 1° e o 3° na Segunda Liga da época anterior. Ficam de fora os 4 primeiros classificados da Primeira Liga da época anterior. A eliminatória é disputada a uma só mão, com sorteio puro. Uma equipa fica isenta e apura-se automaticamente para a Fase de Grupos.
- Fase de Grupos: aos vencedores da 2ª Eliminatória juntam-se os 4 primeiros classificados da Primeira Liga na época anterior para formarem 4 grupos de 4 equipas cada, no formato todos contra todos a uma volta. No sorteio, os 4 clubes anteriormente isentos serão cabeças-de-série, ficando alocados um em cada grupo.
- Final Four: apenas os vencedores de cada grupo se apuram para a chamada "Final Four", que nesta edição teve lugar na cidade de Braga. Os jogos das meias-finais e da final foram  disputados no Estádio Municipal de Braga entre 22 e 26 de janeiro de 2019, a uma só mão. Não há jogo relativo ao 3º lugar.

| Fase                         | Participantes na Eliminatória | Participantes na Eliminatória                       |
| Fase                         | Equipas entrando nesta fase | Equipas avançando da fase anterior                  |
| ---------------------------- | --- | --------------------------------------------------- |
| 1ª Eliminatória (11 equipas) | - 9 equipas classificadas do 4° ao 16° lugar na Segunda Liga de 2017–18 - 2 equipas classificadas do 1° ao 2° lugar no Campeonato de Portugal de 2017–18 |                                                     |
| 2ª Eliminatória (23 equipas) | - 14 equipas classificadas do 5º ao 18º lugar na Primeira Liga de 2017–18 - 3 equipas classificadas do 1° ao 3° lugar na Segunda Liga de 2017–18         | - 5 vencedores da 1ª eliminatória - 1 clube isento  |
| Fase de Grupos (16 equipas)  | - 4 equipas classificadas do 1º ao 4º lugar na Primeira Liga de 2017–18                                                                                  | - 11 vencedores da 2ª eliminatória - 1 clube isento |
| Meias-finais (4 equipas)     | | - 4 primeiros colocados dos grupos da fase anterior |
| Final (2 equipas)            | | - 2 vencedores das meias-finais                     |

Desempates
Na Fase de Grupos em caso de empate na classificação aplicam-se os seguintes critérios de desempate: 
- Melhor diferença de golos em todos os jogos do Grupo;
- Maior número de golos marcados em todos os jogos do Grupo;
- Menor média de idades dos jogadores utilizados em todos os jogos do Grupo.

Nas restantes eliminatórias, após empate no tempo regulamentar segue-se o desempate por grandes penalidades, sem recurso prévio a prolongamento.

## Equipas
Participam nesta competição as seguintes 32 equipas:
| - FC Porto (1º) | - Benfica (2º) | - Sporting (3º) | - Braga (4º) |

| - Rio Ave (5º) - Chaves (6º) - Marítimo (7º) - Boavista (8º) - Vitória de Guimarães (9º) | - Portimonense (10º) - Tondela (11º) - Belenenses (12º) - Aves (13º) | - Vitória de Setúbal (14º) - Moreirense (15º) - Feirense (16º) - Paços de Ferreira (17º) | - Estoril Praia (18º) - Nacional (1º II) - Santa Clara (2º II) - Académico de Viseu (3º II) |

| - Académica de Coimbra (4º) - Penafiel (5º) - Arouca (6º) | - Leixões (8º) - Cova da Piedade (9º) - Varzim (10º) | - UD Oliveirense (12º) - Famalicão (14º) - Covilhã (15º) | - Mafra (1º CP) - Farense (2º CP) |

nº - Posição na liga da época anterior; II - Segunda Liga; CP - Campeonato de Portugal

## Calendário
O sorteio da 1ª e 2ª eliminatórias foi realizado em Coimbra e o da Fase de Grupos e Final Four no Porto. 
| Ronda           | Ronda           | Data do sorteio      | Data dos jogos                                                         | Equipas | Jogos |
| --------------- | --------------- | -------------------- | ---------------------------------------------------------------------- | ------- | ----- |
| 1ª Eliminatória | 1ª Eliminatória | 11 de julho de 2018  | 21-22 de julho de 2018                                                 | 32 → 27 | 5     |
| 2ª Eliminatória | 2ª Eliminatória | 11 de julho de 2018  | 28-29 de julho de 2018, 5-6 de agosto de 2018                          | 27 → 12 | 11    |
| Fase de grupos  | 1ª jornada      | 17 de agosto de 2018 | 14-17 de setembro de 2018                                              | 16 → 4  | 24    |
| Fase de grupos  | 2ª jornada      | 17 de agosto de 2018 | 13 de outubro de 2018; 30-31 de outubro de 2018; 5 de dezembro de 2018 | 16 → 4  | 24    |
| Fase de grupos  | 3ª jornada      | 17 de agosto de 2018 | 28-30 de dezembro de 2018                                              | 16 → 4  | 24    |
| Final Four      | Meias-finais    | 17 de agosto de 2018 | 22–23 de janeiro de 2019                                               | 4 → 2   | 2     |
| Final Four      | Final           | 17 de agosto de 2018 | 26 de janeiro de 2019                                                  | 2 → 1   | 1     |

## 1ª Eliminatória
O sorteio da 1ª Eliminatória decorreu a 11 de julho de 2018. Os jogos foi disputados a 21 e a 22 de julho de 2018. Entraram nesta fase um total de 11 equipas da Segunda Liga, sendo que uma delas ficou isenta (após sorteio) e avançou automaticamente para a fase seguinte.
A Oliveirense ficou isenta desta eliminatória, ficando automaticamente apurada para a 2ª eliminatória.
| 22 julho 2018                                 | Famalicão | 1 – 1 (4 – 5 pen.)           | Arouca            | Vila Nova de Famalicão                                                             |  |
| 16:00                                         | Joel 36'  | Report                       | Cephas Malele 82' | Estádio: Estádio Municipal 22 de Junho Público: 1 413 Árbitro: João Malheiro Pinto |  |
|                                               |           | Penalidades                  |                   |                                                                                    |  |
| Willian Dias Deni Hocko Fabinho Joel Fabrício |           | Victor Massaia Cephas Malele |                   |                                                                                    |  |

| 21 julho 2018                                                  | Farense | 0 – 0 (5 – 4 pen.)                                | Penafiel | Faro                                                             |  |
| 19:45                                                          |         | Report                                            |          | Estádio: Estádio de São Luís Público: 851 Árbitro: André Narciso |  |
|                                                                |         | Penalidades                                       |          |                                                                  |  |
| Pedro Kadri Fábio Gomes Alvarinho Filipe Godinho Jorge Ribeiro |         | Hélio Vasco Braga Fábio Abreu Yuri Araújo Ludovic |          |                                                                  |  |

| 21 julho 2018 | Mafra                               | 2 – 0  | Covilhã | Mafra                                                                   |  |
| 16:00         | Jaime 68' (g.c.) · Flávio Silva 83' | Report |         | Estádio: Estádio Municipal de Mafra Público: 420 Árbitro: António Nobre |  |

| 21 julho 2018 | Varzim                      | 2 – 0  | Cova da Piedade | Póvoa de Varzim                                                             |  |
| 16:00         | Ruan Teles 6' · Stanley 14' | Report |                 | Estádio: Estádio do Varzim Sport Club Público: 853 Árbitro: Cláudio Pereira |  |

| 22 julho 2018                                                      | Académica de Coimbra | 0 – 0 (3 – 4 pen.)                                                   | Leixões | Coimbra                                                                   |  |
| 19:45                                                              |                      | Report                                                               |         | Estádio: Estádio Cidade de Coimbra Público: 1 812 Árbitro: Vítor Ferreira |  |
|                                                                    |                      | Penalidades                                                          |         |                                                                           |  |
| Donald Djousse Nélson Pedroso Zé Paulo Diogo Ribeiro Traquina Dias |                      | Bura Luís Silva Ricardo Alves Evandro Brandão Derick Poloni Bernardo |         |                                                                           |  |

## 2ª Eliminatória
O sorteio da 2ª Eliminatória decorreu a 11 de julho de 2018. Os jogos serão disputados a 28 e 29 de julho de 2018 e a 5 e 6 de agosto de 2018. Entram nesta fase um total de 14 equipas da Primeira Liga mais 3 equipas da Segunda Liga, sendo que uma delas fica isenta (após sorteio) e avança automaticamente para a fase seguinte.
O Vitória de Setúbal ficou isento desta eliminatória, ficando automaticamente apurado para a Fase de Grupos.
| 28 julho 2018 | Belenenses SAD              | 3 – 1  | UD Oliveirense | Oeiras                                                                           |  |
|               | Fredy 52' 90+4' · Keita 71' | Report | Agdon 57'      | Estádio: Estádio Nacional do Jamor Público: 1 214 Árbitro: José Carlos Rodrigues |  |

| 28 julho 2018 | Paços de Ferreira                           | 3 – 2  | Académico de Viseu                 | Paços de Ferreira                                                    |  |
|               | Christian 32' · Uilton 57' · André Leão 85' | Report | Pica 45+1' · Fernando Ferreira 76' | Estádio: Estádio Capital do Móvel Público: 1 021 Árbitro: Marco Cruz |  |

| 29 julho 2018 | Varzim                   | 2 – 0  | Moreirense | Póvoa de Varzim                                                               |  |
|               | Stanley 25' · Ruster 85' | Report |            | Estádio: Estádio do Varzim Sport Club Público: 1 731 Árbitro: Gustavo Correia |  |

| 28 julho 2018 | Marítimo                               | 3 – 0  | Mafra | Funchal                                                           |  |
|               | Joel Tagueu 43' 82' · Jorge Correa 50' | Report |       | Estádio: Estádio dos Barreiros Público: 2 855 Árbitro: João Pinho |  |

| 28 julho 2018 | Aves                            | 2 – 2 (8 – 7 pen.) | Santa Clara                                  | Vila das Aves                                                                        |  |
|               | Nildo Petrolina 64' · Braga 84' | Report             | Jorge Fellipe 9' (g.c.) · Thiago Santana 27' | Estádio: Estádio do Clube Desportivo das Aves Público: 1 337 Árbitro: Iancu Vasilica |  |

| 29 julho 2018 | Farense | 0 – 2  | Estoril                         | Faro                                                               |  |
|               |         | Report | Roberto 19' · Filipe Soares 83' | Estádio: Estádio de São Luís Público: 2 062 Árbitro: Pedro Ramalho |  |

| 29 julho 2018                                        | Arouca | 0 – 0 (3 – 5 pen.)                                                 | Chaves | Arouca                                                                |  |
|                                                      |        | Report                                                             |        | Estádio: Estádio Municipal de Arouca Público: 760 Árbitro: João Matos |  |
|                                                      |        | Penalidades                                                        |        |                                                                       |  |
| Victor Massaia Sanchez Costa Kiko Paolino Bertaccini |        | Marcão Bruno Gallo Nikola Maraš Stephen Eustáquio Gevorg Ghazaryan |        |                                                                       |  |

| 6 agosto 2018 | Vitória de Guimarães | 0 – 2  | CD Tondela                             | Guimarães                                                                   |  |
|               |                      | Report | Cristian Arango 26' · John Murillo 72' | Estádio: Estádio D. Afonso Henriques Público: 15 593 Árbitro: António Nobre |  |

| 29 julho 2018 | Nacional                   | 2 – 1  | Boavista          | Funchal                                                      |  |
|               | Witi 9' · Bryan Rochez 64' | Report | Fábio Espinho 58' | Estádio: Estádio da Madeira Público: 961 Árbitro: João Bento |  |

| 5 agosto 2018 | Portimonense | 0 – 2  | Rio Ave                                   | Portimão                                                                       |  |
|               |              | Report | Gabrielzinho 45+3' · Damien Furtado 90+7' | Estádio: Estádio Municipal de Portimão Público: 1 266 Árbitro: Cláudio Pereira |  |

| 29 julho 2018 | Feirense                           | 3 – 2  | Leixões                   | Santa Maria da Feira                                                      |  |
|               | Edinho 3' 10' · Fábio Sturgeon 56' | Report | Bura 13' · Breitner 90+5' | Estádio: Estádio Marcolino de Castro Público: 2 371 Árbitro: Pedro Vilaça |  |

## Fase de Grupos
O sorteio da Fase de Grupos decorreu a 17 de agosto de 2018. Esta fase é constituída por 4 grupos de 4 equipas cada. Apenas se apuram para a Final Four os vencedores de cada Grupo.
| Fase de Grupos (equipas apuradas) | Fase de Grupos (equipas apuradas) | Fase de Grupos (equipas apuradas) | Fase de Grupos (equipas apuradas) | Fase de Grupos (equipas apuradas) | Fase de Grupos (equipas apuradas) | Fase de Grupos (equipas apuradas) | Fase de Grupos (equipas apuradas) |
| --------------------------------- | --------------------------------- | --------------------------------- | --------------------------------- | --------------------------------- | --------------------------------- | --------------------------------- | --------------------------------- |
| FC Porto (I)                      | Benfica (I)                       | Sporting (I)                      | SC Braga (I)                      | Vitória de Setúbal (I)            | Aves (I)                          | Marítimo (I)                      | Belenenses SAD (I)                |
| Chaves (I)                        | Feirense (I)                      | Nacional (I)                      | Rio Ave (I)                       | Tondela (I)                       | Paços de Ferreira (II)            | Estoril (II)                      | Varzim (II)                       |

### Grupo A
| Time              | J | V | E | D | GP | GC | SG | Pts |
| ----------------- | - | - | - | - | -- | -- | -- | --- |
| Benfica           | 3 | 2 | 1 | 0 | 5  | 2  | +3 | 7   |
| Aves              | 3 | 1 | 2 | 0 | 4  | 1  | +3 | 5   |
| Paços de Ferreira | 3 | 0 | 2 | 1 | 1  | 3  | −2 | 2   |
| Rio Ave           | 3 | 0 | 1 | 2 | 2  | 6  | −4 | 1   |

| 15 setembro 2018 | Paços de Ferreira | 0 – 0  | Aves | Paços de Ferreira                                                     |  |
| 15:30            |                   | Report |      | Estádio: Estádio Capital do Móvel Público: 0 Árbitro: Cláudio Pereira |  |

| 15 setembro 2018 | Benfica                       | 2 – 1  | Rio Ave      | Lisboa                                                        |  |
| 18:00            | Eduardo Salvio 21' · Rafa 50' | Report | Vinícius 60' | Estádio: Estádio da Luz Público: 30 132 Árbitro: Rui Oliveira |  |

| 13 outubro 2018 | Aves                                   | 3 – 0  | Rio Ave | Vila das Aves                                                                      |  |
| 15:00           | Derley 36' · Braga 78' · Rodrigues 88' | Report |         | Estádio: Estádio do Clube Desportivo das Aves Público: 1 134 Árbitro: Nuno Almeida |  |

| 5 dezembro 2018 | Benfica                              | 2 – 0  | Paços de Ferreira | Lisboa                                                         |  |
| 20:15           | Haris Seferović 12' · João Félix 45' | Report |                   | Estádio: Estádio da Luz Público: 17 194 Árbitro: António Nobre |  |

| 28 dezembro 2018 | Aves           | 1 – 1  | Benfica             | Vila das Aves                                                                         |  |
| 21:15            | Mama Baldé 49' | Report | Haris Seferović 70' | Estádio: Estádio do Clube Desportivo das Aves Público: 4 957 Árbitro: Fábio Veríssimo |  |

| 28 dezembro 2018 | Rio Ave    | 1 – 1  | Paços de Ferreira                 | Vila do Conde                                                   |  |
| 21:15            | Galeno 51' | Report | Miguel Rodrigues 30' (Gol-contra) | Estádio: Estádio dos Arcos Público: 1 078 Árbitro: Nuno Almeida |  |

### Grupo B
| Time               | J | V | E | D | GP | GC | SG  | Pts |
| ------------------ | - | - | - | - | -- | -- | --- | --- |
| SC Braga           | 3 | 3 | 0 | 0 | 11 | 1  | +10 | 9   |
| Tondela            | 3 | 2 | 0 | 1 | 5  | 4  | +1  | 6   |
| Vitória de Setúbal | 3 | 0 | 1 | 2 | 4  | 9  | −5  | 1   |
| Nacional           | 3 | 0 | 1 | 2 | 4  | 10 | −6  | 1   |

| 15 setembro 2018 | SC Braga                            | 2 – 1  | Tondela   | Braga                                                                   |  |
| 20:30            | Dyego Sousa 57' · Fábio Martins 77' | Report | Xavier 8' | Estádio: Estádio Municipal de Braga Público: 7 704 Árbitro: João Capela |  |

| 16 setembro 2018 | Nacional                           | 3 – 3  | Vitória de Setúbal                                      | Funchal                                                         |  |
| 15:00            | Witi 11' 15' · Okacha Hamzaoui 37' | Report | Frederic Mendy 40' · Hildeberto Pereira 47' · Allef 82' | Estádio: Estádio da Madeira Público: 605 Árbitro: Tiago Martins |  |

| 30 outubro 2018 | SC Braga                                                  | 5 – 0  | Nacional | Braga                                                                     |  |
| 20:15           | Dyego Sousa 5' 41' · Nuno Sequeira 20' · Paulinho 43' 46' | Report |          | Estádio: Estádio Municipal de Braga Público: 5 753 Árbitro: António Nobre |  |

| 18 novembro 2018 | Vitória de Setúbal  | 1 – 2  | Tondela                              | Setúbal                                                      |  |
| 11:45            | Zequinha 90' (pen.) | Report | João Jaquité 45' · Ricardo Alves 61' | Estádio: Estádio do Bonfim Público: 1 719 Árbitro: Rui Costa |  |

| 28 dezembro 2018 | Vitória de Setúbal | 0 – 4  | SC Braga                                                 | Setúbal                                                          |  |
| 19:00            |                    | Report | Paulinho 53' 59' · Wilson Eduardo 76' · Pablo Santos 88' | Estádio: Estádio do Bonfim Público: 1 474 Árbitro: António Nobre |  |

| 28 dezembro 2018 | Tondela                               | 2 – 1  | Nacional            | Tondela                                                           |  |
| 19:00            | Ícaro Silva 3' · Christian Arango 86' | Report | Giorgi Arabidze 20' | Estádio: Estádio João Cardoso Público: 1 088 Árbitro: Manuel Mota |  |

### Grupo C
| Time           | J | V | E | D | GP | GC | SG | Pts |
| -------------- | - | - | - | - | -- | -- | -- | --- |
| FC Porto       | 3 | 2 | 1 | 0 | 7  | 4  | +3 | 7   |
| Chaves         | 3 | 2 | 1 | 0 | 5  | 2  | +3 | 7   |
| Varzim         | 3 | 1 | 0 | 2 | 5  | 8  | −3 | 3   |
| Belenenses SAD | 3 | 0 | 0 | 3 | 2  | 5  | −3 | 0   |

| 14 setembro 2018 | FC Porto    | 1 – 1  | Chaves                | Porto                                                              |  |
| 20:30            | Hernâni 74' | Report | Stephen Eustáquio 83' | Estádio: Estádio do Dragão Público: 37 708 Árbitro: Vitor Ferreira |  |

| 16 setembro 2018 | Varzim                           | 2 – 1  | Belenenses SAD    | Póvoa de Varzim                                                                   |  |
| 17:30            | Jonathan Rubio 69' · Estrela 90' | Report | Jonatan Lucca 30' | Estádio: Estádio do Varzim Sport Club Público: 1 387 Árbitro: João Malheiro Pinto |  |

| 31 outubro 2018 | FC Porto                                                                         | 4 – 2  | Varzim                                | Porto                                                           |  |
| 19:00           | Riechedly Bazoer 42' · Tiquinho 73' · Payne 82' (Gol-contra) · André Pereira 86' | Report | Jonathan Toro 30' · Jacques Haman 75' | Estádio: Estádio do Dragão Público: 17 824 Árbitro: João Capela |  |

| 18 novembro 2018 | Belenenses SAD | 0 – 1  | Chaves       | Oeiras                                                                   |  |
| 15:00            |                | Report | Niltinho 48' | Estádio: Estádio Nacional do Jamor Público: 360 Árbitro: Manuel Oliveira |  |

| 30 dezembro 2018 | Belenenses SAD | 1 – 2  | FC Porto                                 | Oeiras                                                                     |  |
| 17:00            | Reinildo 4'    | Report | Moussa Marega 52' · Francisco Soares 63' | Estádio: Estádio Nacional do Jamor Público: 6 319 Árbitro: Manuel Oliveira |  |

| 30 dezembro 2018 | Chaves                                         | 3 – 1  | Varzim     | Chaves                                                                     |  |
| 17:00            | Niltinho 34' · William 70' · Marcão 76' (pen.) | Report | Ruster 37' | Estádio: Estádio Municipal de Chaves Público: 2 780 Árbitro: João Pinheiro |  |

### Grupo D
| Time     | J | V | E | D | GP | GC | SG | Pts |
| -------- | - | - | - | - | -- | -- | -- | --- |
| Sporting | 3 | 2 | 0 | 1 | 8  | 4  | +4 | 6   |
| Estoril  | 3 | 2 | 0 | 1 | 4  | 3  | +1 | 6   |
| Feirense | 3 | 2 | 0 | 1 | 6  | 7  | −1 | 6   |
| Marítimo | 3 | 0 | 0 | 3 | 3  | 7  | −4 | 0   |

| 16 setembro 2018 | Sporting                                      | 3 – 1  | Marítimo         | Lisboa                                                              |  |
| 20:00            | Raphinha 26' · Bruno Fernandes 53' (pen.) 63' | Report | Jorge Correa 60' | Estádio: Estádio José Alvalade Público: 29 573 Árbitro: Manuel Mota |  |

| 17 setembro 2018 | Estoril          | 1 – 2  | Feirense                                  | Estoril                                                                      |  |
| 20:15            | Kleber 9' (pen.) | Report | Philipe Sampaio 22' · António Briseño 44' | Estádio: Estádio António Coimbra da Mota Público: 817 Árbitro: André Narciso |  |

| 31 outubro 2018 | Feirense                                           | 3 – 2  | Marítimo                               | Santa Maria da Feira                                                      |  |
| 16:00           | Aloisio Neto 30' (Gol-contra) · João Silva 36' 73' | Report | Aloisio Neto 14' · Ricardo Valente 58' | Estádio: Estádio Marcolino de Castro Público: 919 Árbitro: Vítor Ferreira |  |

| 31 outubro 2018 | Sporting  | 1 – 2  | Estoril                                        | Lisboa                                                                  |  |
| 21:15           | Wendel 9' | Report | Sandro Lima 71' · André Pinto 82' (Gol-contra) | Estádio: Estádio José Alvalade Público: 10 852 Árbitro: Hélder Malheiro |  |

| 29 dezembro 2018 | Feirense               | 1 – 4  | Sporting                                                                                | Santa Maria da Feira                                                   |  |
| 19:45            | Tiago Silva 24' (pen.) | Report | Raphinha 5' · Bruno Fernandes 22' · Bas Dost 60' (pen.) · Luís Machado 67' (Gol-contra) | Estádio: Estádio Marcolino de Castro Público: 5 440 Árbitro: Rui Costa |  |

| 29 dezembro 2018 | Marítimo | 0 – 1  | Estoril                | Funchal                                                                |  |
| 19:45            |          | Report | Sandro Lima 16' (pen.) | Estádio: Estádio dos Barreiros Público: 2 098 Árbitro: Cláudio Pereira |  |

## Final Four
As meias-finais foram disputadas a 22 e 23 de Janeiro, enquanto que a final foi disputada no dia 26 de Janeiro de 2019. As meias-finais e a final foram realizadas no Estádio Municipal de Braga. 
|  | Meias-Finais | Meias-Finais | Meias-Finais |          |          | Final    | Final | Final |  |
|  |              |              |              |          |          |          |       |       |  |
|  | Benfica      | Benfica      | 1            |          |          |          |       |       |  |
|  | Benfica      | Benfica      | 1            |          |          |          |       |       |  |
|  | FC Porto     | FC Porto     | 3            |          |          |          |       |       |  |
|  | FC Porto     | FC Porto     | 3            |          | FC Porto | FC Porto | 1 (1) |       |  |
|  |              |              |              |          | FC Porto | FC Porto | 1 (1) |       |  |
|  |              |              | Sporting     | Sporting | 1 (3)    |          |       |       |  |
|  | SC Braga     | SC Braga     | Sporting     | Sporting | 1 (3)    | 1 (3)    |       |       |  |
|  | SC Braga     | SC Braga     |              |          |          |          |       |       |  |
|  | Sporting     | Sporting     | 1 (4)        |          |          |          |       |       |  |

## Meias-Finais
As Meias-Finais foram disputadas a 22 e a 23 de Janeiro de 2019.
| 22 Janeiro 2019 | Benfica        | 1 – 3  | FC Porto                                                      | Braga                                                                      |  |
| 19:45           | Rafa Silva 31' | Report | Yacine Brahimi 24' · Moussa Marega 35' · Fernando Andrade 86' | Estádio: Estádio Municipal de Braga Público: 22 945 Árbitro: Carlos Xistra |  |

| 23 Janeiro 2019                                                                   | SC Braga       | 1 – 1 (3 – 4 pen.)                                                                 | Sporting             | Braga                                                                        |  |
| 19:45                                                                             | Dyego Sousa 3' | Report                                                                             | Sebastián Coates 37' | Estádio: Estádio Municipal de Braga Público: 10 087 Árbitro: Manuel Oliveira |  |
|                                                                                   |                | Penalidades                                                                        |                      |                                                                              |  |
| Ricardo Horta Paulinho Murilo Marcelo Goiano Dyego Sousa Claudemir Ricardo Ryller |                | Bas Dost Sebastián Coates Bruno Fernandes Nani Raphinha Stefan Ristovski Jefferson |                      |                                                                              |  |

## Final
A Final foi disputada a 26 de Janeiro de 2019 no Estádio Municipal de Braga.
| 26 Janeiro 2019 | FC Porto             | 1 – 1  | Sporting              | Estádio Municipal de Braga             |
|                 | Fernando Andrade 79' | Report | Bas Dost 90+2' (pen.) | Público: 25 213 Árbitro: João Pinheiro |

|                                         |       | Penalidades                                    |  |
| Alex Telles Éder Militão Hernâni Felipe | 1 – 3 | Bas Dost Sebastián Coates Bruno Fernandes Nani |  |

## Campeão
| Taça da Liga de 2018–19 |
| ----------------------- |
| Sporting CP 2.º Título  |